# 2485 Scheffler
2485 Scheffler (1932 BH) là một tiểu hành tinh nằm phía ngoài của vành đai chính được phát hiện ngày 29 tháng 1 năm 1932 bởi K. Reinmuth ở Heidelberg.